# Akito Fukumori
Akito Fukumori (født 16. december 1992) er en japansk fodboldspiller.
Han har spillet for flere forskellige klubber i sin karriere, herunder Kawasaki Frontale og Hokkaido Consadole Sapporo.